# جون كلارك (لاعب اتحاد الرغبي)
جون كلارك (بالإنجليزية: John Clarke)‏ هو لاعب اتحاد الرغبي نيوزيلندي، ولد في 31 مايو 1975 في لور هوت في نيوزيلندا.

## وصلات خارجية
- جون كلارك عل موقع إسبنسكروم (الإنجليزية)